# あおいひとみ
あおい ひとみは、日本の女性声優。主にアダルトゲームに声をあてている。

## 出演
※太字は主役またはヒロイン。

### アダルトゲーム
2003年
- 優遇接待 〜孤島の楽園へようこそ〜（七島 末利）

2004年
- 黒よりも昏い青（東馬 明日羽、東馬 遥）[1]
- コ・コ・ロ…0（結城 明日美）
- シャマナシャマナ 〜月とこころと太陽の魔法〜（ラビ・ロス）[2]
- 杜氏の郷（山吹 千里）
- 優遇接待# 〜孤島と6人のスク水っ娘たち〜（七島 末利）[3]

2005年
- 優遇接待+ 〜孤島の楽園へようこそ〜（七島 末利）
- 処女はお姉さまに恋してる（御門 まりや、美倉 サヱ）[4]

2006年
- 処女はお姉さまに恋してる DVDフルボイスパッケージ（御門 まりや、美倉 サヱ）
- 紅蓮に染まる銀のロザリオ（篠宮 由香里）[5]

### 一般向ゲーム
2005年
- 乙女はお姉さまに恋してる（御門 まりや、美倉 サヱ）

2010年
- 乙女はお姉さまに恋してるPortable（御門 まりや、美倉 サヱ）

### アダルトアニメ
- 優遇接待 孤島の極楽へようこそ（2004年、七島末利）